# Бергольц, Моисей Ефимович
Моисей Хаимович (Ефимович) Бергольц (24 марта 1890, Глинск, Роменский район — 14 августа 1951, Москва) — советский фармацевт, фармаколог, доктор фармацевтических наук.

## Биография
Моисей Хаимович (Ефимович) Бергольц (в некоторых ранних документах Берггольц) родился 24 марта (5 апреля) 1890 года в семье банкирского конторщика в местечке Глинск Роменского уезда Полтавской губернии. Отец — Хаим-Итцко Гиршевич (1861, Глинск — 1996, Глинск), мать Фейга-Вигася Гирш-Яковлевна (? — 1940, Ленинград).
Факты биографии и профессиональная деятельность подробно изложены в личном деле архива Наркомздрава РСФСР, в настоящее время ГАРФ
В 1906—1907 годах работал конторщиком в Полтавском частном банке. В 1907—1910 годах — аптекарским помощником в полтавской аптеке С. Г. Финна. С 1910 года жил в Московской области где продолжал работать в аптеках.
В 1912 году получил степень аптекарского помощника с отличием при Киевском университете. В том же году М. Х. Бергольц был призван в армию в 4-ом драгунском Новотроицко-Екатеринославском полку и оставался на военной службе до 1918 года. В 1917 году, в чине зауряд-фармацевта управлял аптекой в 136 пехотной дивизии.
В том же 1917 году он экстерном сдал экзамен при Петроградском Учебном округе на звание «фармацевт». В 1917г. поступил на курсы  Петроградского психоневрологического института, на  химико-фармацевтическое отделение где руководил профессор А. С. Гинсберг и преподавали такие выдающиеся ученые как  В. М. Бехтерев.
В начале 1918 года М. Х. Бергольц вступил в Красную армию: сначала рецептариусом аптеки Центрального Красноармейского военного госпиталя, а позднее лаборантом Клинической лаборатории этого госпиталя. Здесь он прослужил до 1920 года, когда на основании декрета Совнаркома смог демобилизоваться на третий курс Петроградского химико-фармацевтического института (ПХФИ) для получения высшего образования.
В результате мировой войны и революции возникла острая нехватка кадров фармацевтов и дефицит медикаментов. Проблема кадров решалась ускоренным курсом по специальности, особенно для имеющих опыт практической работы. М.Х. Бергольц совмещал учебу с работой ассистента кафедры фармакологии. Это было его первым опытом преподавательской работы.
Научная деятельность.
В июле 1922 года М.Х. Бергольц защитил свой дипломный проект «К вопросу физиологической стандартизации наперстянки при помощи эритрофлеина на хладнокровных и теплокровных животных». Защита дипломов проходила при участии оппонентов — ведущих преподавателей и учёных города, профессоров А. А. Лихачёва, А. С. Гинзберга и Б. И. Словцова.  Ему было присвоено звание кандидата химико-фармацевтических наук (химик-фармацевт).
В результате его усилий в 1922 г. была создана фармако-химическая лаборатория, которая к 1936г. превратилась в Ленинградский научно-исследовательский фармацевтический институт. 
В 1926 году  два месяца провел в научной командировке в Германии с целью ознакомления с химическим и биологическим контролем медикаментов.
С 1929 г. М.Х. Бергольц был заместителем декана, та в 1931 г. был избран деканом фармацевтического факультета который в 1937 г. стал самостоятельным ВУЗом. М.Х. Бергольц был первым директором и руководил в течение двух лет до перевода в Москву.
Руководил о кафедрой органической химии и по совместительству заведовал кафедрой фармацевтической химии и кафедрой технологии лекарственных форм. Параллельно с руководством кафедрами М. Х. Бергольц окончил лечебный факультет ЛМИ и получил звание врача-фармаколога.
В 1938 году участвовал в создании  журнала «Фармация» , где являлся членом редакционной коллегии до последних дней.
Во время работы в ЛМИ, в мае 1930 года М. Х. Бергольц стал кандидатом в члены ВКП(б), а 1932 году членом ВКП(б).
В 1938 г. приказом Наркомата Здравоохранения  М. Х. Бергольц возглавил Московский фармацевтический институт (создан в 1936 году, с 1958 года — в составе 1-го Московского медицинского института на правах фармацевтического факультета, ныне ФГАОУ ВО Первый МГМУ им. И. М. Сеченова. С 1940 года до конца своей жизни он заведовал кафедрой технологии лекарственных форм и галеновых препаратов (создана в 1936 году).
Основной темой  научных разработок М.Х. Бергольца  была разработка и внедрение дюрантных (длительно действующих) лекарственных форм. Продолжил работу по изучению  лечебных свойств Наперстянки, которая была темой его студенческой научной работы  и  других гликозидосодержащих растений, Разрабатывались  стандарты медикаментов и предлагались рациональные лекарственные формы важнейших сердечных средств.
В 1938 году он был утверждён в учёной степени кандидата медицинских наук .
Диссертация на степень Доктора Фармацевтических наук была представлена  9 декабря 1940 года в 1-м Ленинградском медицинском институте. Тема  диссертации «Унитарные экстракты сердечной группы и фармакологическое исследование ржавой и шерстистой наперстянки (Digitalis ferтuginea L. et D. lanata Ehr.) флоры СССР». Официальными оппонентами выступили профессор А. А. Лихачёв, профессор Г. Ф. Ланг и профессор В. М. Карасик. 
В 1942 году М. Х. Бергольц был утверждён Президиумом ВАК в звании профессора кафедры фармацевтической химии.
Одним из важнейших достижений М.Х.Бергольца  было издание практического пособия «Врачебный рецептурный справочник», который оказался незаменимым рецептурным справочным изданием и выдержал четыре издания.
В Мае 1941г. был председателем Государственной экзаменационной комиссии Наркомздрава СССР в городе Молотове.
В годы Великой Отечественной  Войны, в эвакуации  работал профессором Молотовского фармацевтического института. В институте, в соавторстве с профессором  М. Я. Брейтманом и при участии заслуженного деятеля науки профессора Г. Н. Сперанского опубликовал практическое пособие «Клиническая фармакотерапия и врачебная рецептура: руководство для врачей, фармацевтов и студентов медицинских, стоматологических и фармацевтических институтов».
С 1944 по 1950 год руководил лабораторией лекарственных форм и сектором научной информации Всесоюзного научно-исследовательского химико-фармацевтического института (ВНИХФИ) имени С. Орджоникидзе, где занимался написанием научных работ по новыми лекарственным формам пенициллина и пентахлоринина.
В годы войны велась напряжённая работа по созданию крайне необходимых лекарственных форм антибиотиков и в 1946 году совместно с И. М. Порудоминским и Ф. О. Берковской получил авторское свидетельство № 66864 на изобретение «Способ получения пилюль из пенициллина»
В 1949 году совместно с Б. Ф. Губерман получил авторское свидетельство № 74961 на изобретение «Способ получения инсектицидного препарата». Способа смешения инсектицидного препарата дихлор-дифенил-дихлорэтана с мылом или скипидаром М. Х. Бергольц опубликовал свыше 70 научных и производственно-практических работ, среди которых три врачебных справочника по лекарственным препаратам и руководство по клинической фармакотерапии. Сочетание фармацевтического и медицинского образования позволило Моисею Хаимовичу создать обобщающие труды в области технологии и фармакологии растений вида наперстянок. Среди его публикаций наиболее известен «Врачебный рецептурный справочник», выдержавший четыре  издания. М.Х. Бергольц являлся ответственным редактором Дополнения VII Издания Государственной фармакопеи СССР. М.Х. Бергольц был председателем Фармакопейного комитета Наркомздрава СССР (1936—1938), членом правления Всесоюзного научного фармацевтического общества (1946—1951). В 1940—1950-е годы неоднократно был награждён грамотами, премиями, медалями, отмечался в приказах Всесоюзного комитета по делaм высшей школы СССР, Президиума Академии медицинских наук СССР, министра медицинской промышленности СССР .
Огромное напряжение многих лет работы на ответственных административных должностях, особенно в конце 1930-х годов и во время войны не могло не сказаться на состоянии здоровья. После войны понадобилось длительное лечение в связи с упадком сил, что сначала связывали с нервным перенапряжением, но это могло быть и первым знаком наступающей  лейкемии . Он скончался 14 августа 1951 года. Похоронен на Востряковском кладбище,  вместе с женой и сыном.
Награды;
"За Доблестный Труд в Великой Отечественной войне  1941 - 1945 гг."   Р №348020
"В Память 800-летия МОСКВЫ" 1147 - 1947,  А  № 002561

## Семья
Жена — Бергольц (в дев. — Миндлина) Елизавета (Лея) Вениаминовна (6 октября 1899, Глубокое, Виленской губернии — 31 января 1968, Москва). Филолог-англиканист, преподаватель английского языка.
Сын — Бергольц Вильям Моисеевич (8 июля 1921, Ленинград — 6 мая 1981 г, Москва), доктор медицинских наук, профессор, известный вирусолог и иммунолог. Автор многочисленных статей и монографий. Соавтор открытия № 195 «Явление функционального антагонизма антител при лейкозах человека»